# Mildred Burton
Mildred Ethel Azcoaga Burton (Paraná, 28 de diciembre de 1942 - Buenos Aires, 30 de agosto de 2008) fue una pintora, dibujante y grabadora surrealista argentina.

## Biografía
Existen al menos cinco fechas de nacimiento para Mildred Burton en Paraná. Un padrón dice 1923, pero se habla también de 1936, 1941 y 1942. Su madre de origen inglés y abuela alemana, creció en la gran casona que su familia tenía en Entre Ríos. Desde chica se interesó por la literatura fantástica y por los cuentos populares infantiles que después influenciarían notablemente en su obra. Estudió en la Escuela Provincial de Bellas Artes de Entre Ríos perfeccionándose en la Escuela Superior de Bellas Artes de la Nación Ernesto de la Cárcova.
Desde joven, Burton fue encomendada a diagnósticos psiquiátricos que en vez de ayudarla la aislaron. A los 15 años, se forzó un matrimonio con un militar entrerriano. De ese matrimonio nacerían 5 hijos. Sin embargo, Mildred abandonó su vida doméstica y familiar y se mudó a Buenos Aires.
Ya instalada en el barrio de La Boca, Mildred continúa con su obra artística. Durante 40 años de producción, combina las referencias más variadas que provienen tanto de su educación sajona como de su identidad argentina y latinoamericana: la tradición inglesa de las artes decorativas del siglo XIX, como el movimiento Arts & Crafts, el surrealismo de Max Ernst y René Magritte, y el realismo político de la pintura argentina de los años setenta y ochenta. Sin embargo, sus mayores influencias fueron esos cuentos e historias que leía desde chica que le permitieron narrar el ámbito familiar y sus conflictos desde la fantasía, lo tenebroso, lo siniestro y lo surreal. 
Desde 1969 expuso sus trabajos en salones nacionales, municipales, provinciales, bienales, museos y galerías de América Latina, Europa y Estados Unidos destacándose la exposición en 1995 en el Museo Nacional de Bellas Artes, en 1996 Museo de Arte Moderno, en el Museo Provincial de Buenos Aires Timoteo Navarro, en el Centro Cultural Recoleta y en el Museo Provincial de Bellas Artes Gómez Cornet en Santiago del Estero, en el Museo Municipal de Bellas Artes "Fernán Félix de Amador" de Luján, así como en el Centro Cultural Borges, y en el 2001 en la Feria de Arte de Toronto, Punta del Este, Maldonado, Montevideo (Uruguay); Caracas; San Pablo, Río de Janeiro; Cleveland, Ohio, Boston, San Francisco, Washington, Austin (Texas), Nueva York (EE. UU.); México DF; Toronto (Canadá); Barcelona, Valencia, Madrid (España) y París, entre otras. 
En la década del setenta, sus obras empiezan a reflejar el clima social de época en la Argentina, siempre con referencias elípticas y subrepticias típicas de su obra general. En 1979, integra el grupo Post-figuración, junto con Diana Dowek, Norberto Gómez, Alberto Heredia, Jorge Alonso y Elsa Soibelman. 
En la década del ochenta, Mildred realiza algunas colaboraciones con Madres de Plaza de Mayo y performances con Federico Klemm y comienza a recibir un creciente reconocimiento por su obra. 
En el marco de ciclo Biodrama, se estrena en 2002 la obra "Barrocos retratos de una papa", sobre la vida de Mildred Burton en el Teatro Sarmiento dirigida por Analía Couceiro.
Mildred muere en Buenos Aires el 30 de agosto del 2008 en su casona de La Boca, habiendo dejado miles de obras y habiendo participado en más de 500 exhibiciones individuales y colectivas, pero transmitió su estirpe y su don artístico a su primer nieto varón Juan Hugo Sinópoli, y Felipe Fabian y Clara Sinópoli. 

## Valoración crítica
“Las obras de Mildred Burton surgen del encuentro fortuito de seres y elementos dispares de la vida ordinaria. Sin embargo, esa imprevisibilidad es gobernada por la artista quien rompe así la coherencia de las imágenes que forman —o representan— el mundo objetivo de la razón instituida, para desenmascararlo en andas de las más absoluta libertad creadora y del más impiadoso análisis humano y social”. (Crítica de Jorge Glusberg, publicada en el diario Ámbito Financiero, de Buenos Aires).

## Premios
- Gran Premio de Honor, VII Salón Nacional de Buenos Aires (1972)
- Gran Premio Marcelo de Ridder (1974)
- Premio a la Artista del año, Asociación Argentina de Críticos de Arte (Buenos Aires, 1982)
- Gran Premio de Honor Prilidiano Pueyrredón, Municipalidad de San Isidro (Buenos Aires, 1984)
- Premio Jornadas de la Crítica Internacional Museo Nacional de Bellas Artes - 1992
- Primer Premio, Premio Günther, MNBA (Buenos Aires, 1997)
- Premio Los Maestros, Fundación Amalia Lacroze de Fortabat, Primera Mención, Bienal Costantini, MNBA (Buenos Aires, 1998)
- Primer Premio, Universidad de Palermo (Buenos Aires, 1999)
- Premio Konex 2012 - Dibujo[13]
- Premio Konex 2002 - Dibujo[13]